# ميغيل أنخيل رييس فاريلا
ميغيل أنخيل رييس فاريلا (بالإسبانية: Miguel Ángel Reyes Varela)‏ مواليد 21 يونيو 1987 في غوادالاخارا، هو لاعب كرة مضرب مكسيكي يلعب باليد اليمنى. أعلى تصنيف له في الفردي كان المركز الـ 400 في سنة 2013. أعلى تصنيف له في الزوجي كان المركز الـ 100 في سنة 2015.

## روابط خارجية
- ميغيل أنخيل رييس فاريلا على موقع رابطة محترفي التنس (الإنجليزية)
- ميغيل أنخيل رييس فاريلا على موقع الاتحاد الدولي لكرة المضرب (الإنجليزية)
- ميغيل أنخيل رييس فاريلا على موقع كأس ديفيز (الإنجليزية)
- ميغيل أنخيل رييس فاريلا على موقع خلاصة التنس.كوم (الإنجليزية)
- ميغيل أنخيل رييس فاريلا على موقع أوليمبيديا (الإنجليزية)